# ヴィボリ・ニュースロット県

ヴィボリ・ニュースロット県
Viborgs och Nyslotts län
Viipurin ja Savonlinnan lääni
1635年のフィンランドの県 (州)分割
(20がヴィボリ・ニュースロット県)

- 1634年から1641年はカレーレン県、
- 1641年から1658年はヴィボリ県とニュースロット県に分割
- 1658年より再合併してヴィボリ・ニュースロット県

ヴィボリ・ニュースロット県（ヴィボリ・ニュースロットけん）あるいはヴィボリ及びニュースロット県（ヴィボリおよびニュースロットけん、スウェーデン語: Viborgs och Nyslotts län、フィンランド語: Viipurin ja Savonlinnan lääni）は、かつて存在したスウェーデン統治下のフィンランドの県。1634年から1721年まで存在した。フィンランド語では、ヴィープリ・サヴォンリンナ州あるいはヴィープリ及びサヴォンリンナ州と呼ばれる。
1634年に、カレーレン県(スウェーデン語: Karelens län、フィンランド語: Karjalan lääni)として成立。1641年に、カレーレン県からニュースロット県(スウェーデン語: Nyslotts län、フィンランド語: Savonlinnan lääni)が分離して成立。この後から、カレーレン県はヴィボリ県(スウェーデン語: Viborgs län、フィンランド語: Viipurin lääni)と呼ばれるようになった。1658年、ヴィボリ県とニュースロット県が合併し、元の県に戻る。この時、県名はカレーレン県ではなく、2つの県名を合わせたヴィボリ・ニュースロット県となった。
大北方戦争の結果、ヴィボリ・ニュースロット県南部は、ケックスホルム県の大部分と共にロシア帝国に割譲される。そして、この2県のロシア帝国に割譲されなかった部分で、キュメネゴルド・ニュースロット県が設立された。この県は、ハット党戦争で結ばれたオーボ条約によって、1743年に県域の大部分がロシア帝国に割譲されて崩壊している。
ヴィボリ・ニュースロット県とケックスホルム県のロシア帝国に割譲された部分は、最初サンクトペテルブルク県に編入された。しかし、1744年に、ヴィボルグ県に再編された。この県は、Old Finlandとして知られるようにもなった。
オーボ条約によって崩壊したキュメネゴルド・ニュースロット県のうちスウェーデンに残された領土は、ニューランド・タヴァステフス県の一部と共に、サヴォラックス・キュメネゴルド県として再編された。
第二次ロシア・スウェーデン戦争の結果、1809年に結ばれたフレデリクスハムンの和約によって、フィンランドがロシア帝国に割譲され、フィンランド大公国が建国される。その後、1721年と1743年にロシア帝国に割譲された土地が、1812年にフィンランド大公国に割譲され、ヴィープリ州が設立された。同州は、ソビエト連邦に占領される1945年まで存続した。

## 州域の変遷

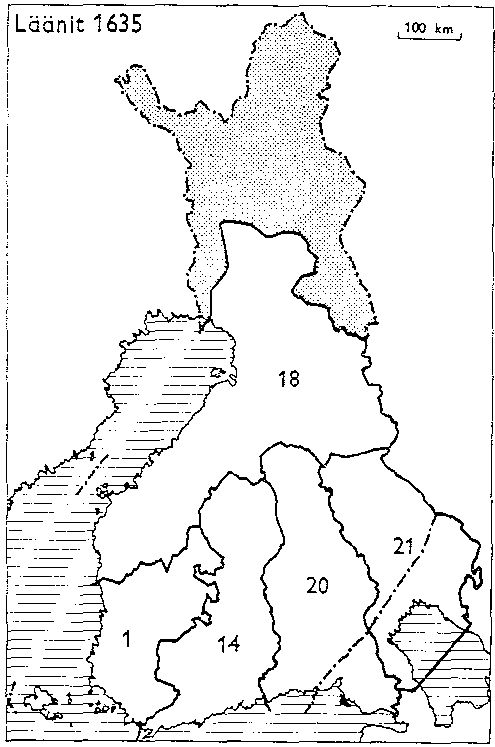
1635年のフィンランドの州 (県): 1: トゥルク・ポリ州, 14: ウーシマー・ハメ州, 18: ポフヤンマー州, 20: ヴィープリ・サヴォンリンナ州, 21: カキサルミ州

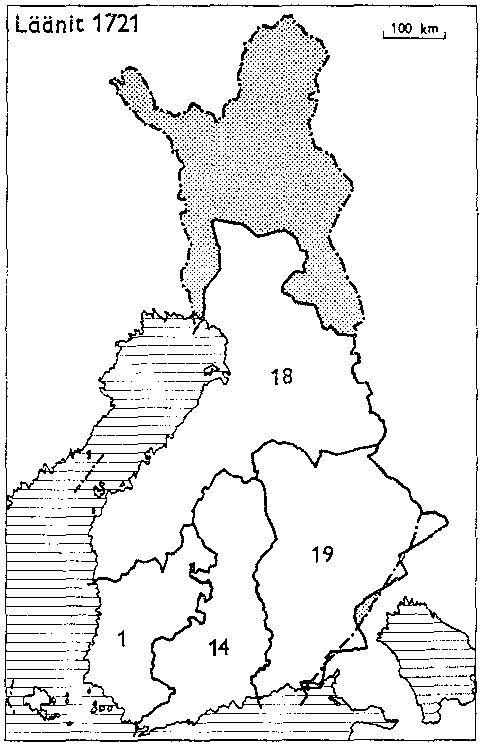
1721年のフィンランドの州 (県): 1: トゥルク・ポリ州, 14: ウーシマー・ハメ州, 18: ポフヤンマー州, 19: サヴォンリンナ・キュメンカルタノ州

|  |  |

## 歴代知事
- Åke Eriksson Oxenstierna 1634–1637
- Erik Gyllenstierna 1637–1641
- Johan Rosenhane 1644–1655 (Viborg County)
- Axel Axelsson Stålarm 1655 (Viborg County)
- Mikael von Jordan 1645–1650 (Nyslott County)
- Conrad Gyllenstierna 1667–1674
- Fabian Wrede 1675–1681
- Anders Lindhielm 1689–1704
- Georg Lybecker 1705–1712